# 21402 Shanhuang
21402 Shanhuang è un asteroide della fascia principale. Scoperto nel 1998, presenta un'orbita caratterizzata da un semiasse maggiore pari a 2,2942188 UA e da un'eccentricità di 0,1358399, inclinata di 2,53961° rispetto all'eclittica.